# Pristomerus flavus
Pristomerus flavus là một loài tò vò trong họ Ichneumonidae.